# Reichsstädtisches Kaufhaus

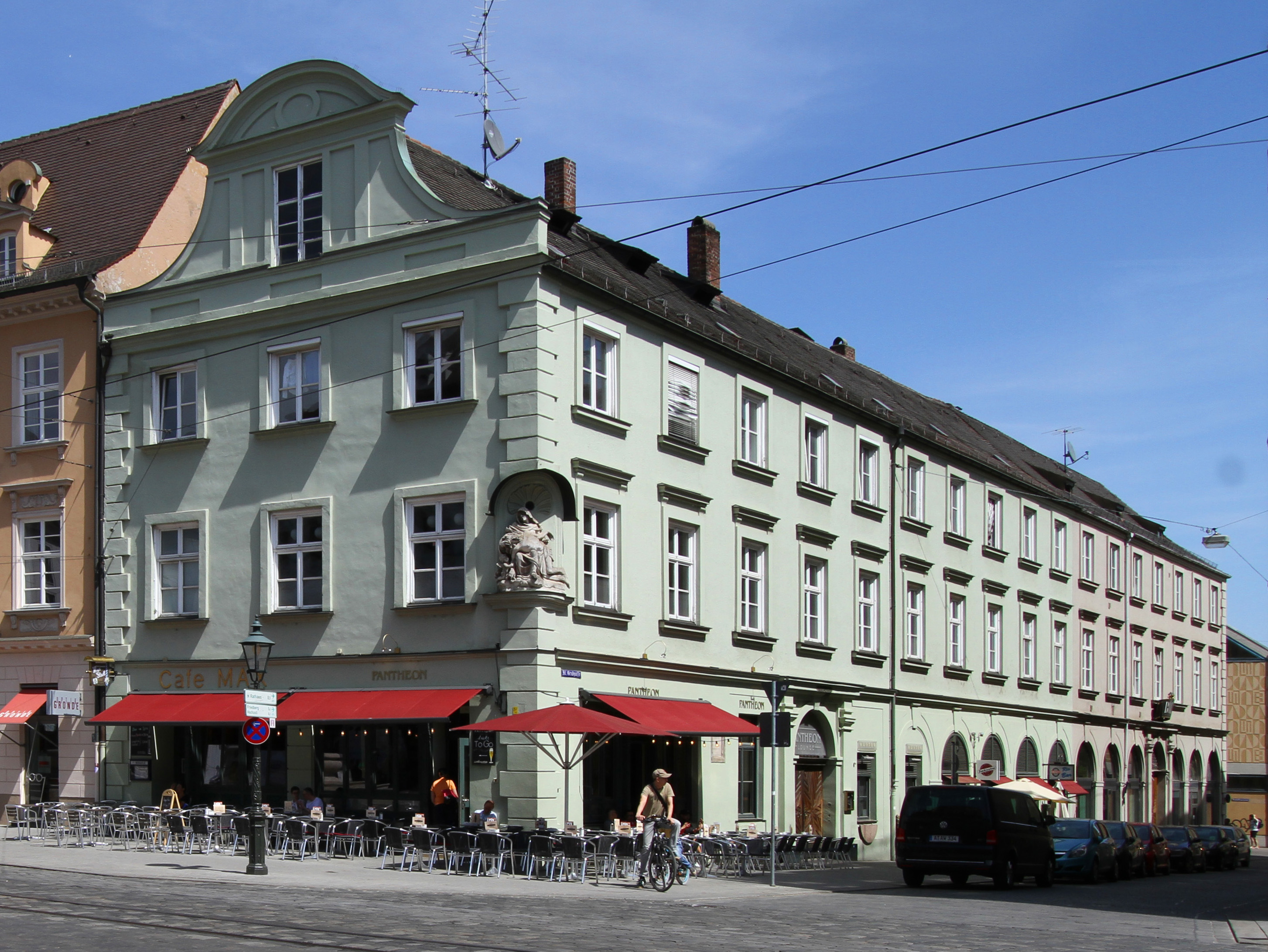
Reichsstädtisches Kaufhaus

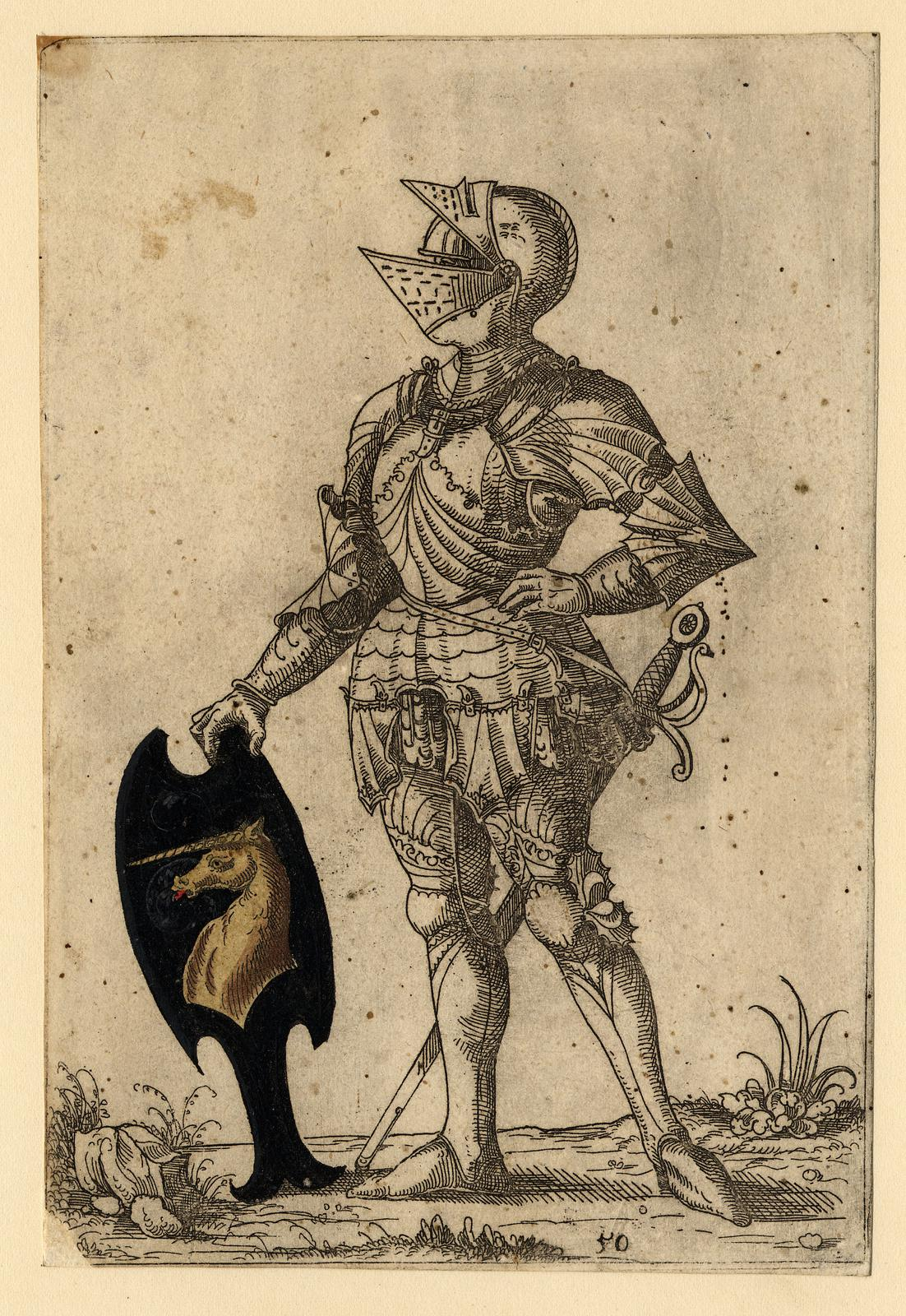
Wappen der Heiliggraber aus dem Augsburger Geschlechterbuch

Das reichsstädtische Kaufhaus in der Augsburger Maximilianstraße wurde 1611 von Elias Holl errichtet und im 18. Jahrhundert wesentlich verändert. Es ist als Baudenkmal in die Bayerische Denkmalliste eingetragen.

## Geschichte
An der Stelle der Mündung von der Heilig-Grab-Gasse auf den ehemaligen Weinmarkt stand ursprünglich die Heilig-Grab-Kapelle, die 1128 geweiht worden war. In neuerer Zeit stießen Archäologen bei Bodenuntersuchungen auf das Tuff-Fundamt des mittelalterlichen Sakralbaues, dabei konnte der Durchmesser des Rundbaues mit 18 Meter rekonstruiert werden. Da die Kapelle den Fuhrverkehr behinderte, wurde nach einem Tauschgeschäft zwischen dem Domkapitel und der Stadt das baufällige Kirchlein 1608 abgetragen. Als Ersatz übertrug man das Baurecht sowie Patrozinium von Heilig-Grab auf einen neuen Standort in der Jakobervorstadt beim Gänsbuhl. Die ehemalige Franziskanerkirche Zum Heiligen Grab trägt seit 1810 den Namen St. Maximilian.
1611 errichtete der Stadtbaumeister Elias Holl noch Plänen von Johann Matthias Kager auf den Kapellen-Fundamenten das reichsstädtische Kaufhaus, dabei wurde auch ein Segmentbogen der abgebrochenen Heilig-Grab-Kapelle eingebaut. Darauf weist noch heute die unregelmäßige Gebäuderückseite hin. Da der Platz nicht ausreichte, mussten vier weitere Privathäuser dem Neubau weichen. Das ursprüngliche Flachdach wurde im 18. Jahrhundert durch ein Satteldach mit einer geschweiften Giebelfassade ersetzt. Zudem erhielten die Fensterumrahmungen klassizistische Verdachungen. Während des Zweiten Weltkrieges blieb das Haus unversehrt. Sanierungen erfolgten 1963 und 1968 sowie eine Generalsanierung von 1984 bis 1986. 2007 wurde das Dach erneuert.

## Beschreibung
Die dreigeschossige Fassade ist mit einem Satteldach versehen und besitzt zur Maximilianstraße einen geschweiften Giebel mit Rustikaquadern an den Ecken. Über den beiden Eingangsbögen ist das Baujahr MDCXI zu lesen. Traufseitig an der Heilig-Grab-Gasse befinden sich 17 Fensterachsen. An der Südwestecke ist eine Figurennische eingelassen.